# Веретнов, Виктор Григорьевич
Виктор Григорьевич Веретнов (15 июля 1935 — 6 ноября 1999, Павлодар, Казахстан) — заслуженный тренер Казахской ССР по футболу.

## Биография
Воспитанник красноярской школы футбола.
Основные успехи Веретнова связаны с павлодарской командой. В 1980 году возглавляя «Трактор», сначала выиграл турнир в седьмой зоне, а затем — финальный турнир Второй лиги. Также в 1994 и 1996 году Веретнов с павлодарской командой выиграл серебряные медали чемпионата Казахстана, а в 1997 году выиграл чемпионат.